# Per Olsson
Per "Pelle" Olsson (Skutskär, 1º agosto 1963) è un allenatore di calcio ed ex calciatore svedese.

## Carriera

### Giocatore
Gran parte della carriera di Olsson si è svolta con la maglia del Gefle, la principale squadra della sua area di origine. Qui è stato più volte miglior marcatore stagionale della sua squadra. Due le parentesi con una maglia diversa: l'esperienza al Malmö FF a metà anni '80 e quella subito successiva all'Halmstad.

### Allenatore
Ritiratosi dall'attività di giocatore, è rimasto al Gefle in qualità di vice del capo allenatore Stefan Lundin, con la squadra impegnata nel campionato di seconda serie. Dopo tre anni da vice e mezzo da allenatore delle giovanili, nel luglio 1996 gli viene affidata la prima squadra. Al termine della stagione 1999 retrocede in terza serie, avendo perso gli spareggi contro il Café Opera per effetto della regola dei gol segnati in trasferta (0-0, 2-2), ma già dopo un anno riesce a riconquistare la categoria. Ritornato dunque nel campionato di Superettan, il suo neopromosso Gefle manca gli spareggi-promozione per un punto.
Nel 2003 lascia il Gefle per tornare a lavorare come vice di Stefan Lundin, che nel frattempo era approdato sulla panchina dell'Örebro. Al termine del suo secondo anno da vice all'Örebro, la squadra bianconera è stata costretta a scendere in Superettan per problemi finanziari, nonostante l'8º posto nella Allsvenskan 2004.
È poi ritornato al Gefle prima dell'inizio della stagione 2005, ereditando la guida tecnica da Kenneth Rosén che era appena morto di cancro dopo aver riportato la squadra in Allsvenskan a 21 anni dall'ultima presenza. Durante questa nuova parentesi di Olsson al Gefle, durata 9 anni, la squadra ha sempre raggiunto la salvezza. Prima dell'inizio dell'Allsvenskan 2012, il quotidiano Aftonbladet lo ha dichiarato miglior allenatore del campionato, motivando il riconoscimento con la sua capacità di costruire squadre a fronte di limitate risorse economiche.
Al termine della stagione 2013 ha lasciato il Gefle per diventare tecnico del Djurgården. Al primo anno stoccolmese, la sua formazione ha chiuso al 7º posto in classifica. Un anno più tardi ha terminato l'Allsvenskan 2015 al 6º posto, grazie anche a una striscia di 15 risultati utili consecutivi (10-5-0) a fronte di un negativo inizio di campionato. Il 3 agosto 2016 è stato sollevato dalla guida del Djurgården, nonostante due mesi prima avesse firmato un rinnovo fino al 2018. Al momento dell'esonero la squadra era terzultima in classifica, avendo conseguito 5 vittorie, 0 pareggi e 11 sconfitte.
Dalla stagione 2017 Olsson è il tecnico dell'AFC Eskilstuna, dove ha ereditato la panchina di Özcan Melkemichel (a sua volta approdato proprio al Djurgården). La squadra è debuttante nel campionato di Allsvenskan nonostante fosse stata fondata solo pochi anni prima, e per la prima volta gioca nella cittadina di Eskilstuna visto lo spostamento di sede appena compiuto. Il difficile avvio di campionato ha indotto la dirigenza a esonerare Olsson già il 28 maggio, all'indomani della sconfitta per 4-1 contro la sua ex squadra del Djurgården. In quel momento la squadra era ultima in classifica, avendo collezionato solo 4 punti nelle prime 11 giornate.
Qualche mese dopo, nell'ottobre 2017, è sceso nella terza serie nazionale assumendo la duplice carica di allenatore e di direttore sportivo del Sandviken. Ha mantenuto questo ruolo fino al 1º dicembre 2020, giorno in cui il club ha reso nota la sua partenza per approdare all'Halmstad.
Nel nuovo club, l'Halmstad per l'appunto, Olsson ha rivestito sia il ruolo di assistente del capo allenatore Magnus Haglund che quello di analista e scout. È rimasto per oltre tre stagioni e mezzo, concluse rispettivamente con una retrocessione dall'Allsvenskan 2021, con il ritorno nella massima serie grazie al secondo posto nella Superettan 2022 e con il dodicesimo posto e la salvezza nell'Allsvenskan 2023. Insieme allo stesso Haglund è stato esonerato il 27 agosto 2024 per via dei risultati di squadra, quartultima a dieci giornate dalla fine e reduce da una striscia di sette sconfitte nelle precedenti otto partite di campionato.
Nel settembre 2024 è tornato a lavorare per il Djurgården, questa volta nel ruolo di osservatore.

## Palmarès

### Giocatore

#### Competizioni nazionali
- Coppa di Svezia: 1

Malmö FF: 1984

#### Competizioni internazionali
- Coppa Piano Karl Rappan: 1

Malmö FF: 1984